# 省督宫 (那不勒斯)
省督宫（Palazzo della Prefettura）是一座宏伟的建筑，位于意大利那不勒斯的平民表决广场，矗立在那不勒斯王宫的前方和北侧。

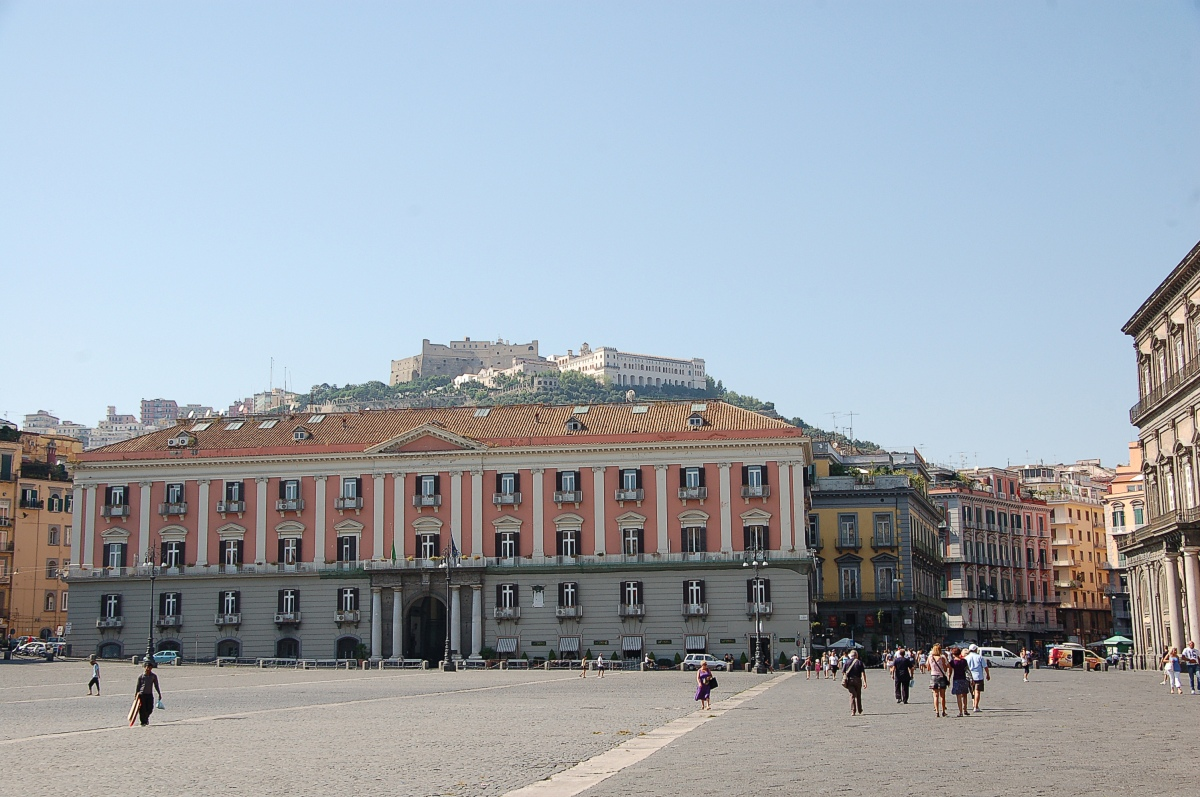
省督宫

省督宫原为王宫花园内的客房。目前的新古典主义建筑由19世纪建筑师Leopoldo Laperuta和Antonio De Simone设计。1890年，Antonio Curri装修了冈布里努斯咖啡馆，吸引19世纪艺术家。